# Comuna Zorlențu Mare, Caraș-Severin
Zorlențu Mare este o comună în județul Caraș-Severin, Banat, România, formată din satele Zorlencior și Zorlențu Mare (reședința).
Este amplasat în zona de centru-nord a județului Caraș-Severin, pe râul Pogăniș, la circa 22 km nord-est de municipiul Reșița. Este străbătut de drumul județean DJ 587 Brebu - Fârliug.

## Demografie
Componența etnică a comunei Zorlențu Mare
     Români (79,5%)
     Alte etnii (20,5%)
Componența confesională a comunei Zorlențu Mare
     Ortodocși (78,24%)
     Alte religii (0,69%)
     Necunoscută (21,08%)
Conform recensământului efectuat în 2021, populația comunei Zorlențu Mare se ridică la 873 de locuitori, în scădere față de recensământul anterior din 2011, când fuseseră înregistrați 1.015 locuitori. Majoritatea locuitorilor sunt români (79,5%). Din punct de vedere confesional, majoritatea locuitorilor sunt ortodocși (78,24%), iar pentru 21,08% nu se cunoaște apartenența confesională.

## Politică și administrație
Comuna Zorlențu Mare este administrată de un primar și un consiliu local compus din 9 consilieri. Primarul, Ion-Marius Ișfan[*], de la Partidul Social Democrat, este în funcție din octombrie 2020. Începând cu alegerile locale din 2024, consiliul local are următoarea componență pe partide politice:
|  | Partid                    | Consilieri | Componența Consiliului | Componența Consiliului | Componența Consiliului | Componența Consiliului | Componența Consiliului | Componența Consiliului |
|  | ------------------------- | ---------- | ---------------------- | ---------------------- | ---------------------- | ---------------------- | ---------------------- | ---------------------- |
|  | Partidul Social Democrat  | 6          |                        |                        |                        |                        |                        |                        |
|  | Partidul Național Liberal | 3          |                        |                        |                        |                        |                        |                        |

## Istorie

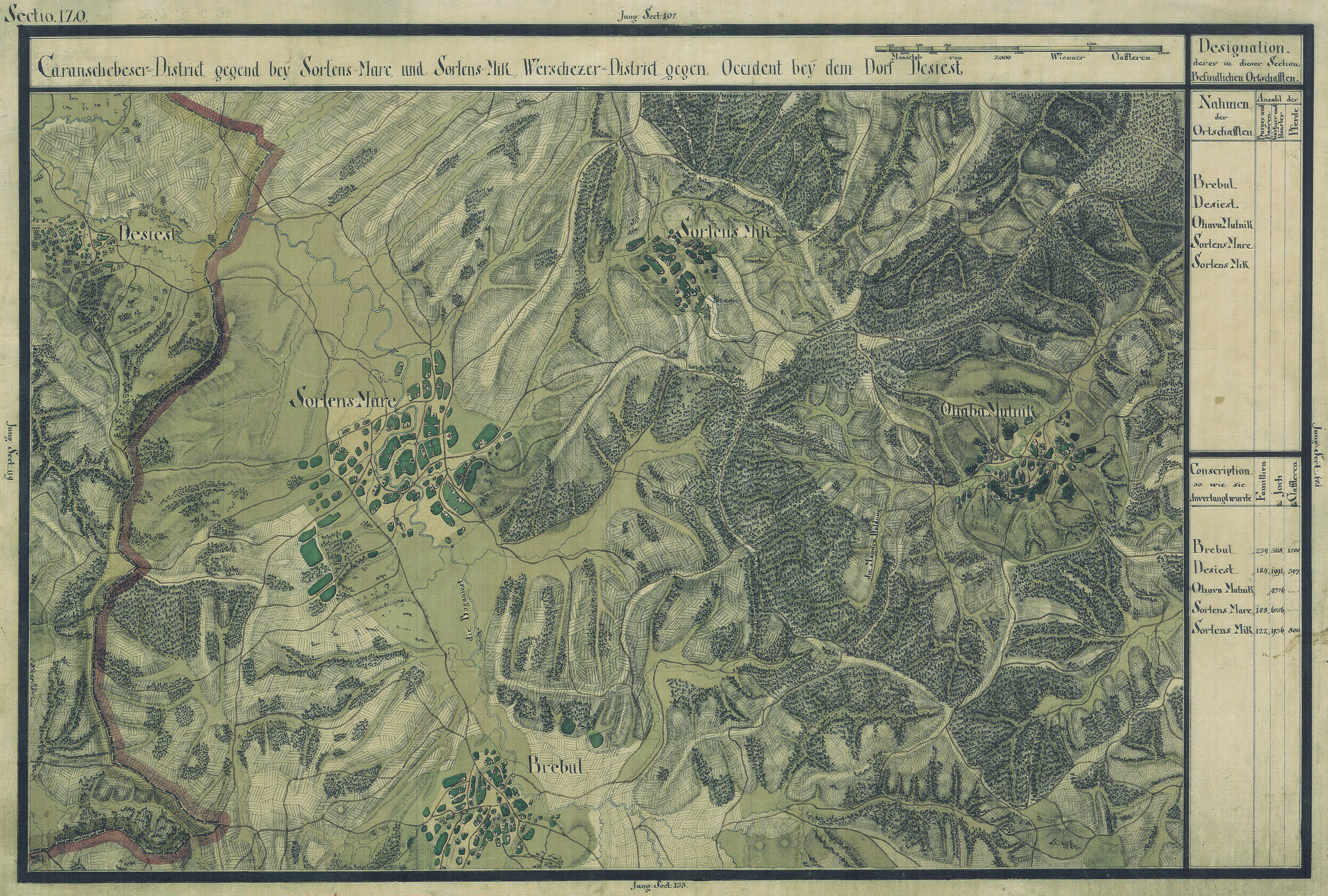
Zorlențu Mare în Harta Iosefină a Banatului, 1769-72

Prima atestare documentară datează din secolul XV, când era proprietatea soției lui Gheorghe Gaman. Documentele de proprietate arată succesiunea diferiților proprietari în următoarele secole, dovedind existența continuă a localității.
Biserica ortodoxă română a fost construită în 1790, iar cea greco-catolică în 1902.